# Maukendorf

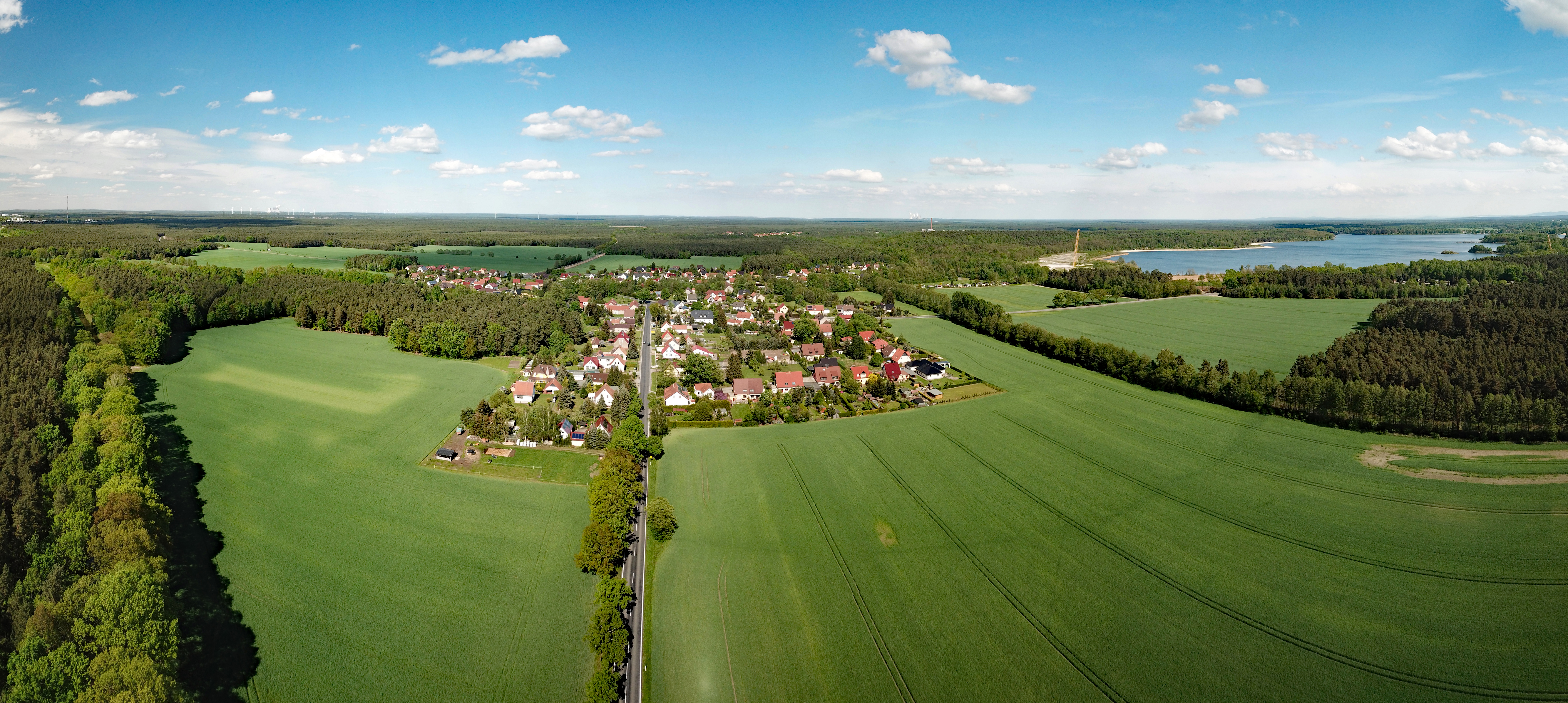
Luftbildpanorama mit Maukendorf und dem Knappensee

Maukendorf, obersorbisch Mučowⓘ, ist ein Ortsteil der Stadt Wittichenau im Landkreis Bautzen in Sachsen. Der Ort gehört zum anerkannten sorbischen Siedlungsgebiet.

## Geografie
Das Runddorf liegt in der Oberlausitz etwa sieben Kilometer südöstlich von Hoyerswerda und knapp fünf Kilometer östlich der Stadt Wittichenau. Umliegende Ortschaften sind die zur Stadt Hoyerswerda gehörenden Ortsteile Zeißig im Norden und Knappenrode im Osten, die zur Gemeinde Lohsa gehörenden Ortsteile Koblenz und Groß Särchen im Südosten, Brischko im Südwesten, Keula im Westen sowie Spohla im Nordwesten.
Durch Maukendorf verläuft die Bundesstraße 96 von Bautzen nach Hoyerswerda. Im Ort zweigen von dieser die Kreisstraße 9207 nach Knappenrode und die Kreisstraße 9219 nach Wittichenau ab. Maukendorf wird vom Alten Schwarzwasser und vom Schwarzen Graben durchflossen, welches innerhalb der Gemarkung in den südöstlich von Maukendorf gelegenen Speicher Knappenrode (Knappensee) fließt.

## Geschichte
Maukendorf wurde im Jahr 1401 als Muckendorff erstmals urkundlich erwähnt. In der Folgezeit änderte sich der Ortsname von Mauckendorff (1568) über Mauck(h)en(n)dorff (1575) und wieder Mauckendorff (1658) zum heutigen Mauckendorf im Jahr 1768.
Nach dem Wiener Kongress fiel Maukendorf im Jahr 1815 an das Königreich Preußen. Dort lag der Ort bis zum 8. Juli 1945 im Regierungsbezirk Liegnitz. Am 25. Juli 1952 wurde Maukendorf dem Kreis Hoyerswerda zugeordnet. Nach der Wende lag die Gemeinde Maukendorf im Landkreis Hoyerswerda in Sachsen. Zum 1. Januar 1994 wurde Maukendorf nach Wittichenau eingemeindet. Vom 1. Januar 1996 bis zum 31. Juli 2008 lag Maukendorf im Landkreis Kamenz, zur sächsischen Kreisreform vom 1. August 2008 wurde das Dorf dem Landkreis Bautzen zugeordnet.

## Bevölkerung
Für seine Statistik über die sorbische Bevölkerung in der Oberlausitz ermittelte Arnošt Muka im Jahr 1884 eine Bevölkerungszahl von 162 Einwohnern, wobei alle Einwohner Sorben waren. Ernst Tschernik ermittelte 1956 einen sorbischsprachigen Bevölkerungsanteil von noch 45,3 %.
Maukendorf zählt zum katholischen obersorbischen Kernsiedlungsgebiet und gehört der Pfarrgemeinde Groß Särchen an.